# Macoma dexioptera
Macoma dexioptera is een tweekleppigensoort uit de familie van de Tellinidae. De wetenschappelijke naam van de soort is voor het eerst geldig gepubliceerd in 1977 door Baxter.